# کارپاچوو
کارپاچوو (به بلغاری: Karpachevo) یک منطقهٔ مسکونی در بلغارستان است که در شهرستان لتنیتسا واقع شده‌است.